# Lembach
Lembach (en alsacià Lämbàch) és un municipi francès, situat a la regió del Gran Est, al departament del Baix Rin. L'any 1999 tenia 1.689 habitants.
Forma part del cantó de Reichshoffen, del districte de Haguenau-Wissembourg i de la Comunitat de comunes Sauer-Pechelbronn.

## Demografia
| 1962  | 1968  | 1975  | 1982  | 1990  | 1999  |
| ----- | ----- | ----- | ----- | ----- | ----- |
| 1.742 | 1.799 | 1.782 | 1.681 | 1.710 | 1.689 |

## Administració
| Període   | Identitat         | Partit |
| --------- | ----------------- | ------ |
| 1947-1953 | Jacques Muller    |        |
| 1953-1965 | Henri Mertz       |        |
| 1965-1995 | Jacques Klein     |        |
| 1995-     | Charles Schlosser |        |